# Зоряні війни: Пробудження сили
«Зоряні війни: Пробудження сили» (англ. Star Wars: The Force Awakens) також відомий як «Зоряні війни: Епізод VII — Пробудження сили» — американський науково-фантастичний фільм в жанрі космічної опери режисера Дж. Дж. Абрамса. Це сьомий епізод епічної кіносаги «Зоряні війни», у якому знялися Дейзі Рідлі, Адам Драйвер, Джон Боєга, Оскар Айзек, Енді Серкіс, Доналл Глісон і Макс фон Сюдов, а також Гаррісон Форд, Керрі Фішер, Марк Гемілл, Ентоні Денієлс, Пітер Мейг'ю і Кенні Бейкер повернулися до своїх ролей з минулих частин. Історія розгортається приблизно через 30 років після подій «Повернення джедая» (1983).
«Пробудження сили» є першим фільмом трилогії сиквелів «Зоряних війн», анонсованої після того, як Walt Disney Company придбала Lucasfilm у жовтні 2012 року. Продюсуванням займались Джефрі Джейкоб Абрамс, його давній співробітник Браян Берк і голова Lucasfilm Кетлін Кеннеді. Абрамс знімав фільм за сценарієм, який написав разом з Лоуренсом Кезданом, співавтором оригінальної трилогії фільмів «Імперія завдає удару у відповідь» та «Повернення джедая». Абрамс і Кездан переписали первісний сценарій Майкла Арндта, який також написав зав'язку історії. Джон Вільямс повернувся до написання музики, а творець «Зоряних війн» Джордж Лукас виступив творчим консультантом.
Продюсуванням «Пробудження сили» займались Walt Disney Pictures, Lucasfilm і Bad Robot Production Дж. Дж. Абрамса, а розповсюдженням — Walt Disney Studios Motion Pictures. Друга знімальна команда почала роботу у квітні 2014 року в Абу-Дабі та Ісландії, а основні зйомки пройшли між травнем і листопадом 2014 року в Абу-Дабі, Ірландії та на студії Пайнвуд в Англії. Прем'єра фільму відбулася 14 грудня 2015 року в Лос-Анжелесі, в Європі — 15 грудня, в Україні показ почався 17 грудня 2015 року, через більш ніж десять років з прем'єри попереднього фільму «Зоряних війн», «Епізод III: Помсти ситхів». Дубльований українською мовою студією Le Doyen на замовлення Disney Character Voices International.
Фільм встановив історичні рекорди зборів: в перший вікенд прокату в США (248 млн $) і в світі (529 млн $); 1 млрд $ за дванадцять днів у світовому прокаті. На даний час фільм є найкасовішим у 2010-х роках і третім за всю історію кінематографу, а також одним з чотирьох, що зібрали в прокаті більше 2 млрд $.

## Сюжет
Події фільму відбуваються приблизно через 30 років після подій «Повернення джедая» з новими головними героями — Фінном, Рей, По Дамероном, а також з персонажами минулих частин «Зоряних війн».
По Дамерон, найкращий пілот Опору, в селищі на планеті Джакку, бачить наближення військ Верховного Порядку — наступника Галактичної імперії. Він віддає карту, яка вказує на розташування Люка Скайвокера і яку шукають нападники, дроїду BB-8, а сам іде відбивати напад. Однак штурмовики на чолі з Кайло Реном беруть його в полон, а жителів селища розстрілюють. Один зі штурмовиків (FN2187) опускає зброю, що Кайло Рен помічає.
Згодом в пустелі дівчина Рей шукає на остові покинутого імперського корабля брухт. Вона натрапляє на BB-8, якого бере з собою, дізнавшись, що той чекає на когось в цьому місці. Кайло Рен допитує По і дізнається про дроїда, якого наказує знайти й схопити. FN2187, котрий відчуває, що служить злу, допомагає По втекти на TIE-винищувачі, при цьому взявши собі ім'я Фін. Рен швидко здогадується хто це зробив і віддає наказ стріляти. Втікачів збивають, винищувач падає на Джакку і його затягує в піски. Вцілілий Фін забирає куртку По, прикрившись якою від спеки вирушає на пошуки допомоги. Він приходить в селище, де бачить як Рей захищає BB-8, котрого намагаються викрасти. Фін допомагає дівчині, представившись бійцем Опору, та розповідає як опинився на планеті і звідки в нього куртка По. Верховний Порядок вистежує дроїда і посилає штурмовиків на захоплення. Рей з Фіном викрадають пришвартований в селищі корабель «Тисячолітній сокіл» і тікають з планети.
Незабаром на кораблі виникає несправність, через яку вони змушені дрейфувати в космосі. «Тисячолітнього сокола» знаходять Хан Соло з Чубаккою. Вони розповідають Рей і Фіну, що Люк Скайвокер щез після того, як його учень прийняв Темний бік Сили і назвався Кайло Реном. Тим часом на планеті Старкіллер, перетвореній на зброю здатну вражати надсвітловими пострілами інші зоряні системи, Верховний лідер Верховного Порядку, Сноук, стає новим наставником Кайло Рена. Рен прагне стати таким, як його дід — Дарт Вейдер. Щоб Рен подолав у собі схильність до Світлого боку Сили, Сноук наказує йому вбити свого батька, Хана Соло.
Хан, Чубакка, Фінн і Рей відбиваються від бандитів і відлітають з їхнього корабля. Вони переглядають карту, але вона виявляється неповною. Прибувши на планету Такодана, команда зустрічає інопланетянку Маз Канату, яка погоджується допомогти доставити BB-8 до Опору. Маз зберігає світловий меч Енакіна Скайвокера, який викликає в Рей видіння за участі Кайло Рена. Вона тікає від жахіть в ліс, а Фін отримує зброю від Маз на зберігання.
Верховний Порядок вистежує дроїда і висаджується на Такодану. У цей час на Старкіллері звучить промова про останній день Нової Республіки і піднесення Верховного Порядку. Зі Старкіллера запускаються постріли по планетах системи Хосніан, знищуючи їх. Хан, Чубакка і Фін вступають у бій з Верховним Порядком на Токонаді. Їх оточують, та несподівано на допомогу прибуває ескадрилья винищувачів Опору, якою командує вцілілий По. Кайло Рен вистежує Рей і захоплює її в полон, після чого наказує відкликати війська, оскільки Рей бачила карту і вона міститься в її пам'яті.
Хан відлітає на базу на планеті Д'Квар, де зустрічає Лею та С-3РО. BB-8 там же знаходить вимкненого R2-D2, в якого сподівається знайти копію карти. Рен відвозить Рей на Старкіллер, де намагається добути образ карти з її пам'яті, тиснучи на спогади Рей. Він пояснює, що фрагмент карти — єдиний, якого не вистачає Верховному Порядку і відкриває своє обличчя. Проте дівчина протистоїть його силам і Рен нічого не отримує. Також вона дізнається його найпотаємніший страх — Кайло Рен боїться не досягти величі Дарта Вейдера. Така сила Рей зацікавлює Сноука, котрий наказує привести дівчину до нього. Та Рей, користуючись здатністю до навіювання, якою володіють джедаї, змушує охорону відпустити її.
Старкіллер готується до знищення Д'Квару. Опір визначає звідки зброя бере енергію і розробляє план: проникнути на поверхню Старкіллера та опустити її силові щити, щоб винищувачі змогли атакувати осцилятор, без якого зброя не може діяти. На «Тисячолітньому соколі» Хан, Чубакка і Фін здійснюють жорстку посадку на поверхню Старкіллера. Тим часом Рей вибирається з бази і об'єднується з Ханом і його командою. Вони знімають щити, однак ескадрилья По Дамерона надто ослаблена і не може пошкодити осцилятор. Хан і Чубакка прокладають собі шлях до місця, де можна закласти вибухівку, та їм на заваді стає сам Кайло Рен. Хан розкриває, що Кайло Рен — його син Бен Соло. Рен розривається між потягом до Світлого боку і прагненням опанувати Темним. Та зрештою амбітність бере гору і він вбиває батька світловим мечем. Чубакка підриває вибухівку, що пробиває броню осцилятора, який Опір успішно атакує.
Кайло Рен наздоганяє Фіна і Рей на поверхні планети в лісі. Фін бере меч Енакіна і вступає у двобій з Реном, але отримує тяжкі поранення. Рей користується Силою щоб схопити світловий меч і починає бій з Кайло Реном. Планета починає руйнуватися, між ними двома утворюється тріщина. Рей, Фін і Чубакка рятуються на «Тисячолітньому соколі», а Сноук наказує доставити Кайло Рена до нього.
Опір святкує перемогу на Д'Кварі, але разом з тим оплакує загибель Хана. Раптом R2-D2 активується, даючи карту. Рей, Чубакка і R2-D2 вирушають до планети, вказаної на карті. Там Рей знаходить Люка і підносить йому світловий меч його батька.

## У ролях
| Персонаж              | Актор                   |
| --------------------- | ----------------------- |
| Лея Орґана            | Керрі Фішер             |
| Хан Соло              | Гаррісон Форд           |
| Люк Скайвокер         | Марк Гемілл             |
| Кайло Рен/Бен Соло    | Адам Драйвер            |
| Рей у дитинстві       | Кейлі Флемінг           |
| Рей                   | Дейзі Рідлі             |
| Чубакка               | Пітер Мейг'ю            |
| Фінн/FN-2187          | Джон Боєга              |
| По Демерон            | Оскар Айзек             |
| С-3РО                 | Ентоні Денієлс          |
| R2-D2                 | Кенні Бейкер            |
| Чубакка               | Пітер Мейг'ю            |
| Маз Каната            | Люпіта Ніонго           |
| Лор Сан Текка         | Макс фон Сюдов          |
| Генерал Хакс          | Доналл Глісон           |
| Сноук                 | Енді Серкіс             |
| лейтенант Коннікс     | Біллі Лурд              |
| Капітан Фазма         | Ґвендолін Крісті        |
| Волліван              | Ворвік Девіс            |
| Лицар з Рену          | Марк Стенлі             |
| офіцер Першого Ордену | Ганна Джон-Кеймен       |
| Корр Селла            | Мейсі Річардсон-Селлерс |
| штурмовик FN-1824     | Деніел Крейґ            |

## Український дубляж
Переклад: Федір Сидорук
Режисер дубляжу: Анна Пащенко
| Персонаж       | Український дубляж |
| -------------- | ------------------ |
| По Демерон     | Роман Чорний       |
| Рей            | Антоніна Хижняк    |
| Фінн           | Роман Молодій      |
| Лея Орґана     | Лідія Муращенко    |
| Хан Соло       | Микола Боклан      |
| Кайло Рен      | Дмитро Гаврилов    |
| Сноук          | Юрій Гребельник    |
| Генерал Хакс   | Іван Розін         |
| Капітан Фазма  | Вікторія Білан     |
| Лор Сан Текка  | Анатолій Борисенко |
| Сі3ПІО (С-3РО) | Юрій Кудрявець     |
| Маз Каната     | Олена Узлюк        |

Також ролі дублювали: Роман Чупіс, Володимир Плахов, Денис Толяренко, Сергій Солопай, Дмитро Вікулов, Володимир Паляниця, Галина Дубок, Дмитро Бузинський, Олена Репіна, Євген Шах, Юрій Висоцький, Катерина Буцька, Наталя Романько, Олександр Печериця, Людмила Суслова, Волидимир Канівець, Дмитро Тварковський, Віталій Дорошенко, Кирило Нікітенко, Олена Борозенець, Катерина Качан, Василь Мазур, Андрій Твердак, Павло Лі, Вікторія Хмельницька, Юлія Панічкіна, Вадим Діаз.
Фільм дубльовано студією «Le Doyen» на замовлення «Disney Character Voices International, Inc.» у 2015 році.

## Виробництво

### Розробка

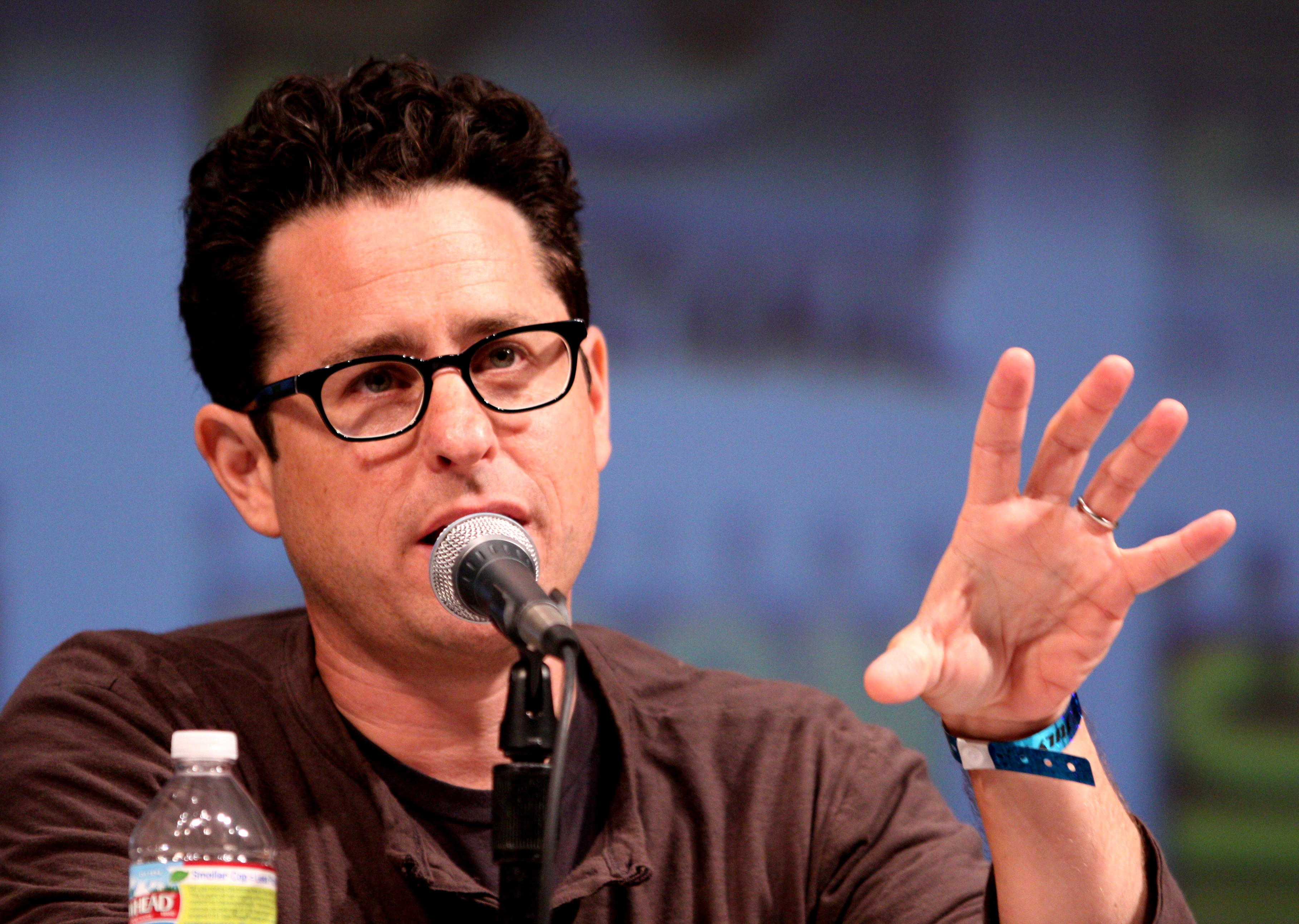
Дж. Дж. Абрамс був обраний режисером фільму.

Джордж Лукас передав свою історію зав'язки для епізодів VII, VIII і IX голові Disney Бобу Айґеру після того, як Lucasfilm була продана Disney у жовтні 2012 року. Першу версію сценарію написав Майкл Арндт. Девід Фінчер і Бред Берд розглядалися на місце режисера, але Берд вирішив зайнятися «Землею майбутнього». Гільєрмо дель Торо також розглядався, але він був зайнятий своїми проектами.
У січні 2013 року Дж. Дж. Абрамс оголосили режисером сьомого епізоду «Зоряних війн» з Лоуренсом Кезданом і Саймоном Кінбергом як консультантами проекту. З початком виробництва Арндта звільнили з проекту 24 жовтня 2013 року, натомість Кездан і Абрамс взяли на себе функції сценаристів. Абрамс заявив про занепокоєння через заміну сценаристів, і висловив полегшення від того, що дату релізу перенесли з літа на осінь. Він сказав, що головне у новому фільму — повернутися до коріння першого фільму «Зоряних війн» і ґрунтуватися більше на емоціях, ніж на поясненнях.
Як творчого консультанта фільму, участь Лукаса включала відвідування зустрічей на ранній стадії виробництва. Як він заявив, «Я в основному кажу: „Ви цього не можете зробити. Ви того не можете. Автомобілі не мають коліс. Вони літають за допомогою антигравітації.“ І так багато чого. Я всі ці подробиці знаю.» Син Лукаса Джет повідомив The Guardian про те, що його батько «дуже хвилювався» через продаж прав на франшизу незважаючи на те, що він направляв Абрамса і мав право голосу, але «він хотів відпустити проект і віддати новому поколінню». Серед матеріалів, переданих виробничій команді, були «важкі сюжетні повороти», які Лукас написав, коли розмірковував про самостійне створення епізодів VII—IX раніше; у січні 2015 року Лукас повідомив, що його ідеї не знадобилися Disney.
У січні 2014 року Абрамс підтвердив, що написання сценарію закінчено. У квітні 2014 року в Lucasfilm уточнили, що епізоди VII—IX не міститимуть сюжетні лінії з розширеного всесвіту, хоча деякі елементи можуть бути включені у телесеріал «Зоряні війни: Повстанці».

### Пре-продакшн
У травні 2013 року було підтверджено, що виробництво «Епізоду VII» буде проходити у Великій Британії. Представники Lucasfilm зустрілися з канцлером скарбниці Джорджем Осборном та домовилися про виробництво фільму у Сполученому Королівстві. З початком виробництва у вересні 2013 року, виробничі приміщення на студії Bad Robot були перетворені для зйомки «Епізоду VII» на користь знімання незначної частини фільму в США.
Художником по костюмах став Майкл Кеплан, який працював з Абрамсом над фільмами «Зоряного шляху». Монтажерів Меріенн Брендон і Мері Джо Маркі, які також працювали раніше з Абрамсом, також взяли у проект.
У серпні 2013 року було оголошено, що кінооператор Деніел Міндел буде знімати фільм на кіноплівку шириною 35 мм (зокрема на Kodak 5219). У жовтні 2013 року були взяті у команду інші люди: звукорежисер Бен Бьортт, постановник Деніел Міндел, художники-постановники Рік Картер і Даррен Гілфорд, художник по костюмах Майкл Кеплан, керівник по спецефектах Кріс Корбаулд, перезаписуючий змішувач Гері Райдстром, керуючий звуковий редактор Метью Вуд, керівник візуальних ефектів Роджер Гаєтт та виконавчі продюсери Томмі Гарпер і Джейсон Макгатлін.

### Зйомки

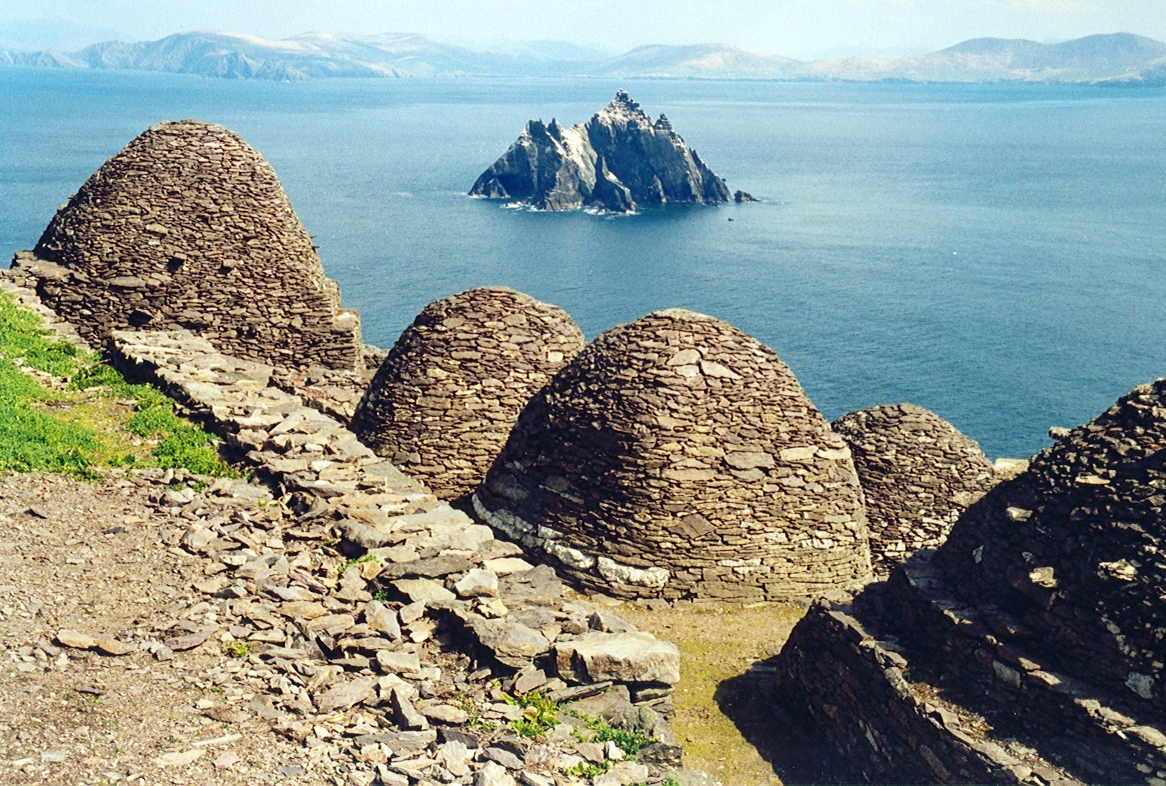
Скелліг-Майкл в Ірландії, одна із локацій фільму

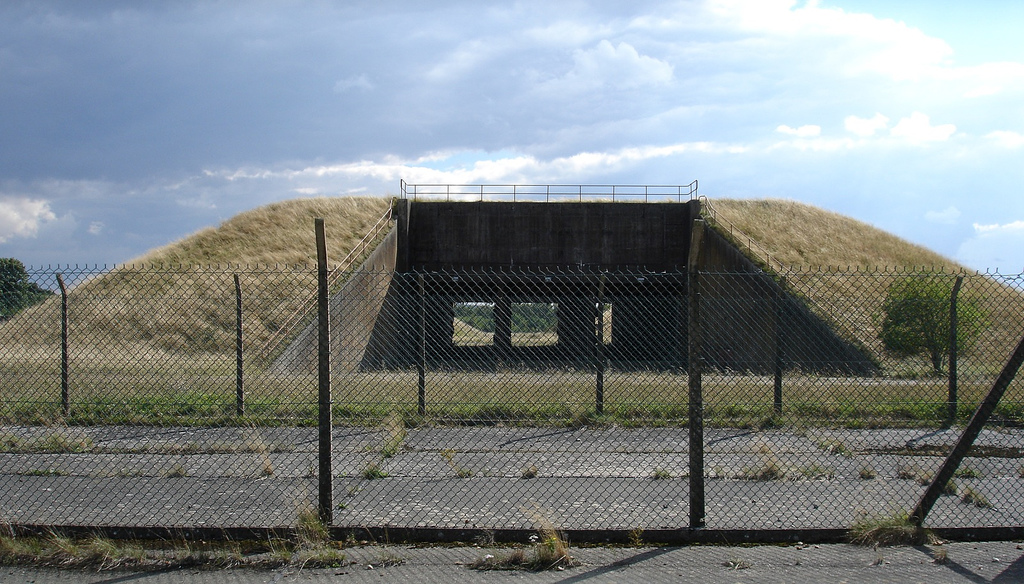
Грінхем Коммон, знімальна локація в Англії

У лютому 2014 року Абрамс заявив, що зйомки почнуться в травні та триватимуть близько трьох місяців. 12 червня під час зйомок на студії Пайнвуд на Гаррісона Форда впали гідравлічні двері, внаслідок чого у лікарні йому констатували перелом ноги. Джейк Стайнфелд, особистий тренер Форда, заявив у липні, що Форд швидко одужує. Основні зйомки завершилися 3 листопада 2014 року.

## Випуск
У листопаді 2013 року була обрана дата випуску «Пробудження сили» — 18 грудня 2015 року. У березні 2014 року Disney підтвердила, що «Епізод VII» вийде у форматі IMAX. 6 листопада 2014 року була оголошена назва фільму — «Зоряні війни: Пробудження сили». Хоча назва не містить «Епізод VII», це доповнення є у вступній заставці.

### Маркетинг
28 листопада 2014 року Disney випустив 90-секундний трейлер-дражнилку для реклами «Пробудження сили». Його показали в окремих кінотеатрах по всій території США та Канади і в кінотеатрах по всьому світу в грудні 2014 року. Трейлер також виклали на YouTube та iTunes Store, він зібрав за перший тиждень рекордні 58 мільйонів переглядів на YouTube. Критики порівнювали деякі кадри з оригінальною трилогією. The Hollywood Reporter відзначив «відмінну, потужну ностальгію» трейлеру, похваливши суміш старого та нового.
Vanity Fair став першим журналом, що опублікував ексклюзивні знімки, присвячені «Пробудженню сили». Номер, виданий 7 травня 2015 року, містив всі нові інтерв'ю і абсолютно нові фото акторів, які зробила Анні Лейбовіц.

### Продукція
Фільм буде супроводжуватися численними книгами. Disney Publishing Worldwide і Lucasfilm оголосили про збірник 20 найменувань у форматі книг та електронних книг під назвою «Подорож до „Зоряних війн“: Пробудження сили», який вийде перед прокатом фільму наприкінці 2015 року. Колекція буде включати в себе книги від видавців Del Rey і Disney-Lucasfilm, а також комікси від Marvel Comics. Всі продукти в рамках програми є канонічними до всесвіту «Зоряних війн».
Перший роман, «Зоряні війни: Наслідки», написаний Чаком Вендігом, буде випущений у вересні 2015 року. Історія розгортається невдовзі після подій фільму «Повернення джедая» і розкаже про наслідки смерті як Імператора, так і Дарта Вейдера, а також про силовий вакуум, утворений після втрати влади Імперії над галактикою і подальших дій Повстання. Це буде перший роман із трилогії, яка зв'яже події оригінальної кінотрилогії з «Пробудженням сили». Алан Дін Фостер опише події фільму у вигляді книги.
Lucasfilm оголосила, що 4 вересня 2015 буде вважатися «п'ятничною Силою» і офіційним запуском всієї продукції «Пробудження сили». Починаючи з 00:01 фани могли придбати іграшки, книги, одяг і іншу продукцію в Disney Store і у роздрібних торговців у всьому світі. Lucasfilm закликає фанів задокументувати свій досвід в соціальних медіа з використанням хештегів: #ForceFriday та #MidnightMadness.

## Сприйняття

### Відгуки
Фільм отримав схвальні відгуки від критиків. На вебсайті Rotten Tomatoes стрічка має рейтинг 92 % за підсумком 363 рецензій критиків, а її середній бал становить 8,2/10. На Metacritic фільм отримав 81 балів зі 100 на основі 54 рецензій, що вважається загальним визнанням.

### Прогноз касових зборів
У квітні 2015 року за вісім місяців до виходу фільму The Hollywood Reporter повідомив, що сьомий епізод зможе заробити 540 мільйонів доларів у світі за вік-енд. На основі успіху «П'ятдесят відтінків сірого» та «Форсажу 7», Amobee Brand Intelligence прогнозує касу за світовий вік-енд від 533 до 539 мільйонів доларів, що поб'є рекорд найкасовішого фільму за світовий вік-енд (зараз рекорд тримає «Світ Юрського періоду» з 524 мільйонами доларів). Також було повідомлено про те, що «Зоряні війни: Пробудження сили» поб'є рекорд найкасовішого фільму за вік-енд у США, який зараз також за «Світом Юрського періоду» (208 мільйонів доларів). Інсайдери кажуть, що фільм, ймовірно, отримає найширший реліз за усі часи, його покажуть у 4500 кінотеатрах в Північній Америці (зараз рекорд тримає «Сутінки. Сага: Затемнення» з 4468 кінотеатрами), хоча Disney це повідомлення не прокоментувала. Касовий аналітик Філ Контріно сказав, що сьомий епізод може повторити долю «Аватар», який заробив за вік-енд 77 мільйонів доларів у Північній Америці, але потім заробив 2,8 мільярдів доларів у світі. Він додав, що «Пробудження сили» заробить 1 мільярд доларів «не моргнувши оком», і дійсно зможе досягти 2-х.

## Визнання
| Нагороди та номінації фільму «Зоряні війни: Пробудження сили» | Нагороди та номінації фільму «Зоряні війни: Пробудження сили» | Нагороди та номінації фільму «Зоряні війни: Пробудження сили» | Нагороди та номінації фільму «Зоряні війни: Пробудження сили»               | Нагороди та номінації фільму «Зоряні війни: Пробудження сили» | Нагороди та номінації фільму «Зоряні війни: Пробудження сили» |
| Рік                                                           | Нагорода                                                      | Категорія                                                     | Номінант                                                                    | Результат                                                     | Дж                                                            |
| ------------------------------------------------------------- | ------------------------------------------------------------- | ------------------------------------------------------------- | --------------------------------------------------------------------------- | ------------------------------------------------------------- | ------------------------------------------------------------- |
| 2016                                                          | БАФТА                                                         | Найкраща музика до фільму                                     | Джон Вільямс                                                                | Номінація                                                     | [ 11 ] [ 12 ]                                                 |
| 2016                                                          | БАФТА                                                         | Найкращий звук                                                | Девід Акорд, Енді Нельсон, Крістофер Скарабосіо, Стюарт Вілсон і Меттью Вуд | Номінація                                                     | [ 11 ] [ 12 ]                                                 |
| 2016                                                          | БАФТА                                                         | Найкраща робота художника-постановника                        | Рік Картер, Даррен Гілфорд і Лі Сандалес                                    | Номінація                                                     | [ 11 ] [ 12 ]                                                 |
| 2016                                                          | БАФТА                                                         | Найкращі візуальні ефекти                                     | Кріс Корбоулд, Роджер Гаєтт, Пол Кавана і Ніл Скенлен                       | Перемога                                                      | [ 11 ] [ 12 ]                                                 |
| 2016                                                          | «Оскар»                                                       | Найкраща музика до фільму                                     | Джон Вільямс                                                                | Номінація                                                     | [ 13 ] [ 14 ]                                                 |
| 2016                                                          | «Оскар»                                                       | Найкращий звуковий монтаж                                     | Метью Вуд і Девід Акорд                                                     | Номінація                                                     | [ 13 ] [ 14 ]                                                 |
| 2016                                                          | «Оскар»                                                       | Найкращий звук                                                | Енді Нельсон, Крістофер Скарабосіо і Стюарт Вілсон                          | Номінація                                                     | [ 13 ] [ 14 ]                                                 |
| 2016                                                          | «Оскар»                                                       | Найкращий монтаж                                              | Меріенн Брендон, Мері Джо Маркі                                             | Номінація                                                     | [ 13 ] [ 14 ]                                                 |
| 2016                                                          | «Оскар»                                                       | Найкращі візуальні ефекти                                     | Кріс Корболд, Роджер Ґуйє, Пол Кавана і Ніл Сканлан                         | Номінація                                                     | [ 13 ] [ 14 ]                                                 |

## Продовження
Раян Джонсон підтвердив у серпні 2014 року, що зніматиме «Епізод VIII». У березні 2015 року Оскар Айзек підтвердив повернення до своєї ролі По Дамерона. Як і «Пробудження сили», «Епізод VIII» зніматиметься на студії Пайнвуд у Лондоні. Зйомки планується почати у 2016 році. Реліз запланований на 26 травня 2017 року.

## Пов'язані твори
Роман Клаудії Грей «Зоряні війни: Родовід», виданий в травні 2016 року, оповідає передісторію фільму, заповнюючи прогалини між епізодом VI і VII. Протагоністом в ньому виступає сенатор Лея Органа. Ставши впливовою особою, вона так і не налаштувала міцних стосунків з Ханом Соло, а з сином Беном спілкується тільки на відстані. Лея вирішує відійти від політики і вирушити в подорож з Ханом. Тим часом Соло зайнявся перегонами, а Чубакка повернувся на рідний Кашиїк. Двадцятирічний Бен навчається в Люка, котрий готує нових джедаїв, тримаючись осторонь контактів з батьками.
В Новій Республіці, що прийшла на зміну Галактичній Імперії, відбувається розкол. Популісти виступають за надання самостійності системам, тоді як центристи прагнуть реформувати Республіку за зразком Галактичної Імперії. В політичних чварах центристи добувають компромат на Лею, розкриваючи, що Дарт Вейдер був її батьком. Це перекреслює її кар'єру, а Бен дізнається правду про свого діда, що стає причиною його переходу на бік Верховного Порядку, який таємно підтримується центристами.